# مل هاپکینز
مل هاپکینز (انگلیسی: Mel Hopkins; ۷ نوامبر ۱۹۳۴ – ۱۸ اکتبر ۲۰۱۰) بازیکن فوتبال اهل ولز بود.
از باشگاه‌هایی که در آن بازی کرده‌است می‌توان به باشگاه فوتبال برایتون اند هوو آلبیون، باشگاه فوتبال تاتنهام هاتسپر، باشگاه فوتبال کانتربوری سیتی، و باشگاه فوتبال برافورد پارک آونیو اشاره کرد.
وی همچنین در تیم ملی فوتبال ولز بازی کرده‌است.